# Условное распределение
Усло́вное распределе́ние в теории вероятностей — это распределение случайной величины при условии, что другая случайная величина принимает определённое значение.

## Определения
Будем предполагать, что задано вероятностное пространство {\displaystyle (\Omega ,{\mathcal {F}},\mathbb {P} )}.

### Дискретные случайные величины
Пусть {\displaystyle X:\Omega \to \mathbb {R} ^{m}} и {\displaystyle Y:\Omega \to \mathbb {R} ^{n}} — случайные величины, такие, что случайный вектор {\displaystyle (X,Y)^{\top }:\Omega \to \mathbb {R} ^{m+n}} имеет дискретное распределение, задаваемое функцией вероятности {\displaystyle p_{X,Y}(x,y),\;x\in \mathbb {R} ^{m},y\in \mathbb {R} ^{n}}. Пусть {\displaystyle y_{0}\in \mathbb {R} ^{n}} такой, что {\displaystyle \mathbb {P} (Y=y_{0})>0}. Тогда функция
{\displaystyle p_{X\mid Y}(x\mid y_{0})=\mathbb {P} (X=x\mid Y=y_{0})={p_{X,Y}(x,y_{0}) \over p_{Y}(y_{0})},\;x\in \mathbb {R} ^{m}},
где {\displaystyle p_{Y}} — функция вероятности случайной величины {\displaystyle Y}, называется усло́вной фу́нкцией вероя́тности случайной величины {\displaystyle X} при условии, что {\displaystyle Y=y_{0}}. Распределение, задаваемое условной функцией вероятности, называется условным распределением.

### Абсолютно непрерывные случайные величины
Пусть {\displaystyle X:\Omega \to \mathbb {R} ^{m}} и {\displaystyle Y:\Omega \to \mathbb {R} ^{n}} — случайные величины, такие что случайный вектор {\displaystyle (X,Y)^{\top }:\Omega \to \mathbb {R} ^{m+n}} имеет абсолютно непрерывное распределение, задаваемое плотностью вероятности {\displaystyle f_{X,Y}(x,y),\;x\in \mathbb {R} ^{m},y\in \mathbb {R} ^{n}}. Пусть {\displaystyle y_{0}\in \mathbb {R} ^{n}} таково, что {\displaystyle f_{Y}(y_{0})>0}, где {\displaystyle f_{Y}} — плотность случайной величины {\displaystyle Y}. Тогда функция
{\displaystyle f_{X\mid Y}(x\mid y_{0})={\frac {f_{X,Y}(x,y_{0})}{f_{Y}(y_{0})}}}
называется усло́вной пло́тностью вероя́тности случайной величины {\displaystyle X} при условии, что {\displaystyle Y=y_{0}}. Распределение, задаваемое условной плотностью вероятности, называется условным распределением.

## Свойства условных распределений
- Условные функции вероятности и условные плотности вероятности являются функциями вероятности и плотностями вероятности соответственно, то есть они удовлетворяют всем необходимым условиям. В частности,

- {\displaystyle p_{X\mid Y}(x\mid y_{0})\geq 0,\;\forall x\in \mathbb {R} ^{m},\,y_{0}\in \mathbb {R} ^{n}},
- {\displaystyle \sum \limits _{x}p_{X\mid Y}(x\mid y_{0})=1,\;\forall y_{0}\in \mathbb {R} ^{n}},

и
- {\displaystyle f_{X\mid Y}(x\mid y_{0})\geq 0} почти всюду на {\displaystyle \mathbb {R} ^{m+n}},
- {\displaystyle \int \limits _{\mathbb {R} ^{m}}f_{X\mid Y}(x\mid y_{0})\,dx=1,\;\forall y_{0}\in \mathbb {R} ^{n}},

- Справедливы формулы полной вероятности:

- {\displaystyle p_{X}(x)=\sum \limits _{y}p_{X\mid Y}(x\mid y)\,p_{Y}(y)},
- {\displaystyle f_{X}(x)=\int \limits _{\mathbb {R} ^{n}}f_{X\mid Y}(x\mid y)\,f_{Y}(y)\,dy}.

- Если случайные величины {\displaystyle X} и {\displaystyle Y} независимы, то условное распределение равно безусловному:

{\displaystyle p_{X\mid Y}(x\mid y_{0})=p_{X}(x),\;\forall x\in \mathbb {R} ^{m}}
или
{\displaystyle f_{X\mid Y}(x\mid y_{0})=f_{X}(x)} почти всюду на {\displaystyle \mathbb {R} ^{m}}.

## Условные вероятности

### Дискретные случайные величины
Если {\displaystyle A} — счётное подмножество {\displaystyle \mathbb {R} ^{m}}, то
{\displaystyle \mathbb {P} (X\in A\mid Y=y_{0})=\sum \limits _{x\in A}p_{X\mid Y}(x\mid y_{0})}.

### Абсолютно непрерывные случайные величины
Если {\displaystyle A\in {\mathcal {B}}(\mathbb {R} ^{m})} — борелевское подмножество {\displaystyle \mathbb {R} ^{m}}, то полагаем по определению
{\displaystyle \mathbb {P} (X\in A\mid Y=y_{0})=\int \limits _{A}f_{X\mid Y}(x\mid y_{0})\,dx}.
Замечание. Условная вероятность в левой части равенства не может быть определена классическим способом, так как {\displaystyle \mathbb {P} (Y=y_{0})=0}.

## Условные математические ожидания

### Дискретные случайные величины
- Условное математическое ожидание случайной величины {\displaystyle X} при условии {\displaystyle Y=y_{0}} получается суммированием относительно условного распределения:

{\displaystyle \mathbb {E} [X\mid Y=y_{0}]=\sum \limits _{x}x\,p_{X\mid Y}(x\mid y_{0})}.
- Условное математическое ожидание {\displaystyle X} при условии случайной величины {\displaystyle Y} — это третья случайная величина {\displaystyle \mathbb {E} [X\mid Y]}, задаваемая равенством

{\displaystyle \mathbb {E} [X\mid Y](\omega )=\mathbb {E} [X\mid Y=Y(\omega )],\;\omega \in \Omega }.

### Абсолютно непрерывные случайные величины
- Условное математическое ожидание случайной величины {\displaystyle X} при условии {\displaystyle Y=y_{0}} получается интегрированием относительно условного распределения:

{\displaystyle \mathbb {E} [X\mid Y=y_{0}]=\int \limits _{\mathbb {R} ^{m}}x\,f_{X\mid Y}(x\mid y_{0})\,dx}.
- Условное математическое ожидание {\displaystyle X} при условии случайной величины {\displaystyle Y} — это третья случайная величина {\displaystyle \mathbb {E} [X\mid Y]}, задаваемая равенством

{\displaystyle \mathbb {E} [X\mid Y](\omega )=\mathbb {E} [X\mid Y=Y(\omega )],\;\omega \in \Omega }.